# Альтернативна медицина
Альтернативна медицина — будь-яка медицинська практика, яка має на меті досягти лікувального ефекту, попри відсутність біологічної правдоподібності, тестовності, повторюваності чи доказів ефективності. На відміну від сучасної медицини, що спирається на науковий метод для тестування лікувальних методів шляхом клінічних випробувань, що дають повторювані докази ефекту або відсутності ефекту, альтернативні методи лікування перебувають поза межами основної медицини, не мають наукового обґрунтування, а натомість базується на анекдотичних доказах, особистому досвіді, традиції, забобонах, вірі в надприродне, псевдонауці, похибках логіки, пропаганді, шарлатанстві або інших ненаукових джерелах. Інші частовживані назви — медицина нью-ейдж, цілительство, знахарство, традиційна медицина, народна медицина, холістична медицина, псевдомедицина.
Деякі альтернативні практики ґрунтуються на теоріях, які суперечать усталеним науковим уявленням про те, як працює людський організм. Інші апелюють до надприродного чи забобонних уявлень, щоб пояснити свій ефект або його відсутність. Треті ж правдоподібні, але не мають позитивного співвідношення між ризиком і користю. Дослідження альтернативних методів лікування часто не відповідають належним дослідницьким протоколам (таким як плацебо-контрольовані випробування, сліпі експерименти та обчислення апріорної ймовірності), що призводить до отримання недостовірних результатів. Історія показує, що якщо доведено, що метод працює, він зрештою перестає бути альтернативним і стає загальноприйнятою медициною.
Сектор нетрадиційної медицини є високоприбутковою галуззю з потужним лобі, і стикається з набагато меншим регулюванням використання та маркетингу. Альтернативні методи лікування часто позиціюються як більш «природні» або «холістичні», ніж методи, запропоновані сучасною медициною, яку прихильники нетрадиційної медицини іноді зневажливо називають «біг фарма» (англ. Big Pharma). Мільярди доларів були спрямовані на вивчення нетрадиційної медицини, але позитивних результатів виявлено майже не було — багато методів були повністю спростовані.
Прикладами альтернативної медицини можуть бути: арттерапія, ароматерапія, гомеопатія, Аюрведа, хіропрактика, акупунктура, гірудотерапія, таласотерапія, апітерапія.

## Альтернативні медичні системи
Альтернативна медицина складається з широкого спектра медичних практик, продуктів і методів лікування. Спільною особливістю є твердження про зцілення, яке не ґрунтується на науковому методі. Практики альтернативної медицини різноманітні за своїми основами та методологіями. Практики альтернативної медицини можна класифікувати за їхнім культурним походженням або за типами вірувань, на яких вони базуються. Методи можуть включати або ґрунтуватися на традиційних медичних практиках певної культури, народних знаннях, забобонах, духовних віруваннях, вірі в надприродну енергію (антинаука), псевдонауці, помилках у міркуваннях, пропаганді, шахрайстві, нових або інших концепціях здоров'я і хвороби, а також будь-які підстави, крім тих, що підтверджені науковими методами. У різних культурах можуть бути власні унікальні традиційні практики або практики, засновані на віруваннях, розроблені нещодавно або протягом тисячоліть, а також конкретні практики чи цілі системи практик.